# John Verney (20e baron Willoughby de Broke)
John Henry Peyto Verney, 20e baron Willoughby de Broke, (21 mai 1896, Londres - 25 mai 1986) est un pair britannique.

## Biographie
Fils de Richard Verney (19e baron Willoughby de Broke) (en) et de Marie Frances Lisette Hanbury, Verney fait ses études au Collège d'Eton et au Collège militaire royal de Sandhurst. Il succède à son père en 1923.
Pendant la Première Guerre mondiale, il reçoit la Croix militaire (1918). À la fin des hostilités, il devient aide de camp du gouverneur de Bombay, George Lloyd, de 1919 à 1922 et adjudant du Warwickshire Yeomanry de 1925 à 1929. En 1939, il est nommé Lord Lieutenant du Warwickshire, poste qu'il occupe jusqu'en 1967. Entre les deux guerres, Lord et Lady Willoughby sont de fervents aviateurs avec leur propre avion et un aérodrome privé chez eux à Kineton, Warwickshire. Il est également commandant de 1936 à 1939 de l'escadron 605 du comté de Warwick.
Pendant la Seconde Guerre mondiale, il est contrôleur de service dans la salle des opérations du groupe n ° 11 à RAF Uxbridge, responsable de la protection des chasseurs du sud-est (quand il est mentionné dans les dépêches), puis est directeur adjoint de Relations publiques au ministère de l'Air (1941-1944) et directeur de 1945 à 1946.
Maître conjoint des Warwickshire Hounds (1929-35) et président de la Wolverhampton Racecourse Company (1947-71), il est également président de la Hunters 'Improvement Society (1957-58).
Le 4 octobre 1933, Lord Willoughby de Broke épouse Rachel Wrey, fille de (Robert) Bourchier Sherard Wrey, 11e baronnet (1855-1917) de Tawstock dans le Devon et de Lutterworth dans le Leicestershire. Ils ont deux enfants:
- David Verney (21e baron Willoughby de Broke) (né en 1938)
- Susan Geraldine Verney (née en 1942).